# Бурштейн, Анатолий Израилевич
Анатолий Израилевич Бурштейн (19 марта 1935, Одесса — 13 августа 2020, Израиль) — советский и израильский физик-теоретик.

## Биография
Окончил физико-математический факультет Одесского университета (1957). В 1958—1993 годах работал в Институте химической кинетики и горения Сибирского отделения АН СССР. В 1961 году защитил кандидатскую диссертацию («Полупроводниковые термоэлектрические устройства»), в 1969 году — докторскую («Квантовая кинетика»), доктор физико-математических наук.
В 1961—1991 годах преподавал в Новосибирском государственном университете. Специалист в области физико-химических и химических процессов в веществах. Автор 250 опубликованных работ, в том числе одиннадцати научных обзоров, девяти монографий и ВУЗовского учебника по общему курсу физики.
Принимал активное участие в общественной жизни Новосибирского академгородка. Президент клуба-кафе «Под интегралом» Новосибирского государственного университета (1963—1968).
Известны его критические публикации в газете «За науку в Сибири»
Репатриировался в Израиль в 1991 году. С 1993 года — профессор химии Вейцмановского института в Реховоте.

## Публицистика
- Коммунизм — наше «светлое» прошлое. Русское литературное эхо. Израиль 2010 стр.117-121
- Сказания об учёных. МЫСЛЬ. Международный научно-информацонный журнал N19 Израиль 2012 стр. 126—131
- Viva Academia? Viva professore! Вестник Европы том XXIV год 2008 Москва
- Возвращение Интеграла. Антология «Научное сообщество физиков СССР 1950—1960 годы». выпуск 1, стр. 569—618 Санкт-Петербург 2005
- Одиссея советского еврея. Генезис пассионарности. Антология «Научное сообщество физиков СССР 1950—1960-е и другие годы» выпуск 2 стр. 432—497 Санкт-Петербург 2007
- Исторжение веры. Коммунизм. Вестник Европы 2011 N 31 — 32